# Demis Roussos
Demis Roussos (15. června 1946, Alexandrie, Egypt – 25. ledna 2015 Atény, Řecko) byl řecký zpěvák, jehož projev spojoval prvky pop music, rocku a řeckého folklóru.

## Život
Narodil se příslušníkům řecké menšiny v Alexandrii v Egyptě, po nepokojích v roce 1956 se rodina přestěhovala do Athén. V roce 1963 se Roussos stal trumpetistou a basistou skupiny The Idols, v další kapele We Five se už prosadil jako zpěvák. V roce 1968 založil spolu s Vangelisem skupinu Aphrodite's Child, která slavila úspěchy v Londýně a Paříži. V roce 1971 se vydal na sólovou dráhu. Kromě pěveckého umění upoutal pozornost médií svým bojem s obezitou (jednu dobu vážil 147 kg, říkalo se mu Zpívající stan) i tím, že byl mezi pasažéry letadla uneseného v roce 1985 libanonskými teroristy.
Demis Roussos bydlel v Paříži-Rendezvous v Maisons-Laffitte (1977), ve Francii (jeho manželka Dominique byla Francouzka), i v Řecku. Byl opravdu světovým občanem, neboť mluvil a zpíval řecky, francouzsky, anglicky, portugalsky, španělsky, italsky, arabsky, německy a částečně i rusky.
Byl čtyřikrát ženatý a měl 3 děti –
- 1. žena Moniqua – Francouzka (dcera Emily nar. 1971)
- 2. žena Dominique (synové Cyril nar. 15. září 1975 a Alexander)
- 3. žena Pamela Ratiu (nar. v Kalifornii v roce 1948 – manželství trvalo 10 let)
- 4. žena Marie – do jeho úmrtí (1993–25.1.2015)

V roce 2011 navštívil Prahu, vystoupil ve Velkém sále pražské Lucerny. 25. ledna 2015 zemřel v athénské nemocnici.

## Sólová alba
- On the Greek side of my mind (1971)
- Forever and Ever (1973)
- My Only Fascination (1974)
- Auf Wiederseh'n (1974)
- Souvenirs (1975)
- Happy to be (1976)
- Die Nacht und der Wein (1976)
- The Demis Roussos Magic (1977)
- Ainsi soit-il (1977)
- Man of the world (1980)
- Roussos live! (1980)
- Attitudes (1982)
- Reflection (1984)
- Senza tempo (1985)
- Greater love (1986)
- The story of... (1987)
- Time (1988)
- Voice and vision (1989)
- Insight (1993)
- Demis Roussos in Holland (1995)
- Immortel (1995)
- Serenade (1996)
- Mon île (1997)
- Auf meinen Wegen (2000)
- Live in Brazil (2006)
- Demis (2009)